# 1901 a jogalkotásban
1901-ben az alábbi jogszabályokat alkották meg:

## Magyarország

### Törvények
- 1901. évi I. törvénycikk Az 1889:VI. tc. 14., valamint az 1890:V. tc. 3. § rendelkezésének, illetőleg a közös hadsereg és a hadi tengerészet, valamint a honvédség számára megállapított ujonczjutalék mennyiségének az 1901. év végéig való fentartása tárgyában
- 1901. évi II. törvénycikk Az 1901. évben kiállítandó ujonczok megajánlásáról
- 1901. évi III. törvénycikk Az ország némely vármegyéiben fenyegető inség megelőzése és enyhitése czéljából elrendelendő közuti munkák költségeinek fedezéséről
- 1901. évi IV. törvénycikk Az 1901. évi állami költségvetésről
- 1901. évi V. törvénycikk A vármegyék közigazgatási, árva- és gyámhatósági kiadásainak fedezésére szükséges 313. 229 korona póthitel tárgyában
- 1901. évi VI. törvénycikk Az irodalmi, müvészeti és fényképészeti müvekre vonatkozó szerzői jogok kölcsönös védelme végett a Németbirodalommal 1899. évi deczember hó 30-án Berlinben kötött egyezmény beczikkelyezése tárgyában
- 1901. évi VII. törvénycikk Az "Adria" m. kir. tengerhajózási társasággal kötött szerződés beczikkelyezéséről
- 1901. évi VIII. törvénycikk Az állami gyermekmenhelyekről
- 1901. évi IX. törvénycikk A Fiuméban szervezendő középfoku közigazgatási hatóságról
- 1901. évi X. törvénycikk A magyar-horvát tengeri gőzhajózási részvénytársasággal kötött szerződés beczikkelyezéséről
- 1901. évi XI. törvénycikk A magyar-horvát tengeri gőzhajózási részvénytársasággal az Adriai-tenger nyugoti részén teljesítendő parthajózás (a Fiume és Velencze, valamint Fiume és Ancona között közlekedő gőzhajójáratok) fentartása iránt kötött szerződés beczikkelyezéséről
- 1901. évi XII. törvénycikk  A m. kir. államvasutak hálózatán eszközlendő beruházásokról és e beruházások költségeinek fedezéséről szóló 1897:XXX. törvénycikk módositásáról
- 1901. évi XIII. törvénycikk A szeszadóra vonatkozó 1899:XX. tc., valamint a szeszadópótlékra vonatkozó 1899:XXIV. tc. némely határozmányainak módosítása tárgyában
- 1901. évi XIV. törvénycikk Nyugtatványi és szerződési bélyegilletékeknek bizonyos esetekben készpénzben leendő lerovásáról
- 1901. évi XV. törvénycikk  A honvédelmi és belügyi ministeriumok részére szükséges póthitel engedélyezéséről
- 1901. évi XVI. törvénycikk A népfölkelés felfegyverzésének részbeni biztositásáról
- 1901. évi XVII. törvénycikk A torontáli helyi érdekü vasutak és a Torontál vármegyei utalap pénzügyi viszonyainak rendezéséről
- 1901. évi XVIII. törvénycikk A magyarországi városok és községek fogyasztási adó természetü jövedelmeinek ideiglenes rendezéséről szóló 1899:VI. tc. hatályának meghosszabbitásáról
- 1901. évi XIX. törvénycikk Az 1898. évi közösügyi zárszámadásra alapitott végleges leszámolás szerint Magyarország terhére mutatkozó tartozás fedezéséről, továbbá az 1899. és 1900. évi közösügyi kiadásokra Magyarország által pótlólag fizetendő összegekről
- 1901. évi XX. törvénycikk A közigazgatási eljárás egyszerüsitéséről
- 1901. évi XXI. törvénycikk A közsegélyre szoruló 7 éven felüli gyermekek gondozásáról
- 1901. évi XXII. törvénycikk Az 1896-1901-iki országgyülés tartama alatt a főrendiházban örökös tagsági jogot nyert családok névjegyzékének törvénybe iktatásáról
- 1901. évi XXIII. törvénycikk  Az ország szent koronája egyik őrének megválasztásáról
- 1901. évi XXIV. törvénycikk Az összeférhetetlenségről
- 1901. évi XXV. törvénycikk A vasuti árufuvarozás tárgyában Bernben 1890. évi október 14-én kötött s az 1892:XXV. törvénycikkel beiktatott nemzetközi egyezményhez Párisban, 1898. évi junius 16-án létrejött pótegyezmény beczikkelyezéséről
- 1901. évi XXVI. törvénycikk A consuli illetékek szabályozásáról
- 1901. évi XXVII. törvénycikk A Washingtonban 1897. junius 15-én kötött "Egyetemleges postaszerződés" beczikkelyezéséről
- 1901. évi XXVIII. törvénycikk Az 1902. év első négy hónapjában viselendő közterhekről és fedezendő állami kiadásokról
- 1901. évi XXIX. törvénycikk A Magyarország és Horvát-Szlavon-Dalmátországok között létrejött pénzügyi egyezmény beczikkelyezéséről szóló 1889. évi XL. törvénycikk hatályának ujabbi meghosszabbitásáról